# Højerup
Højerup ligger på Sydsjælland og er en lille landsby beliggende ved Stevns Klint, i Højerup Sogn i Stevns Kommune. Højerup ligger tæt på Stevns Klint, nord for Rødvig.
Højerup omtales omkring 1370 (Høghethorp). Landsbyen blev udskiftet i 1796. Et rytterskole fra Frederik 4.'s tid blev nedrevet i 1906.
Når man taler om Højerup, er det ofte om Højerup Kirke, Højerup gl. Kirke eller Højeruplund.
På klinten ved Højerup ligger Højerup Fyr også kaldt Stevns Fyr, hvorfra der er en flot udsigt over Stevns klint og Øresund. 
Ved siden af fyret anlagdes i 1970'erne et afskydningsområde for HAWK-raketter, der indgik i raketforsvaret af København. Afskydningsområdet er i dag i privat eje.
I Højerup ligger en del af Margueritruten, som også findes andre steder i Danmark.
- Udsigt fra HAWK Launcher Section B til Section A
- HAWK kontrol tårn Section B